# ماغالي دي لاتر
ماغالي دي لاتر مواليد 14 يونيو 1987 في لوزان، هي لاعبة كرة مضرب برتغالية سابقة بدأت مسيرتها كمحترفة سنة 2003، اعتزلت اللعب في 2011. أعلى تصنيف لها في الفردي كان 334. أعلى تصنيف لها في الزوجي كان 523.

## روابط خارجية
- ماغالي دي لاتر على موقع رابطة محترفات التنس (الإنجليزية)
- ماغالي دي لاتر على موقع الاتحاد الدولي لكرة المضرب (الإنجليزية)
- ماغالي دي لاتر على موقع كأس بيلي جين كينغ (الإنجليزية)
- ماغالي دي لاتر على موقع خلاصة التنس.كوم (الإنجليزية)